# Susz
Susz é um município da Polônia, na voivodia da Vármia-Masúria e no condado de Iława. Estende-se por uma área de 6,67 km², com 5 586 habitantes, segundo os censos de 2017, com uma densidade de 837,5 hab/km².